# Limba irlandeză
Limba irlandeză (în irlandeză Gaeilge na hÉireann, cod ISO ga) este o limbă celtică. Câteodată, limba este cunoscută ca limba gaelică.
Limba irlandeză are statut de limbă oficială în Irlanda, dar numai o mică parte din populația acestei țări o vorbește ca limbă maternă, majoritatea vorbind engleza.
Imigranți vorbitori de limbă irlandeză se găsesc și în Statele Unite ale Americii, Canada, Australia, dar în toate aceste țări folosirea limbii este în declin în favoarea limbii engleze.